# Antonio Toro
Antonio Toro Castro (Avilés, 1977) es un español, implicado en el suministro de explosivos para la comisión de los atentados del 11 de marzo de 2004 en Madrid.
En el juicio por los atentados se le acusó por la Fiscalía de la obtención y suministro de los explosivos de Mina Conchita. Fue detenido y liberado dos veces en relación con la trama de los explosivos. Ingresó en prisión el 2 de diciembre de 2004, pero ya cumplía prisión en Asturias por un delito de tráfico de drogas cometido en 2003. El 31 de enero de 2007 fue condenado a 11 años y seis meses de prisión por tenencia y tráfico de explosivos y venta de drogas en la denominada Operación Pipol.
En el juicio por los atentados de Madrid fue absuelto por la Audiencia Nacional por falta de pruebas, pero el Tribunal Supremo, al resolver los recursos de casación, en sentencia de julio de 2008, lo condenó a cuatro años de prisión por tráfico de explosivos.